# 웨스트 런던 대학교
웨스트 런던 대학교(University of West London, UWL)는 브렌트퍼드 일링과 버크셔주 레딩에 여러 캠퍼스를 둔 영국의 공립 연구형 대학교이다.
이 대학의 뿌리는 1860년으로 거슬러 올라가며, 당시 설립된 교명은 'Lady Byron School였다가 'Ealing College of Higher Education'로 변경되었다. 1992년에 'Polytechnic of West London'으로 변경되었다가 'Thames Valley University'(TVU)라는 교명으로 대학교(university) 지위를 얻었다. 18년 뒤 수차례의 합병, 인수, 캠퍼스 이동 이후 현재의 교명으로 자리잡혔다.
이 대학교는 9개의 스쿨로 구성된다: The Claude Littner Business School, the London Geller College of Hospitality and Tourism, the School of Computing and Engineering, London College of Music, the College of Nursing, Midwifery and Healthcare, the School of Law, the School of Human and Social Sciences, the School of Biomedical Sciences and the London School of Film, Media and Design.